# Tizi N'Tleta
Tizi N'Tleta é uma cidade e comuna localizada na província de Tizi Ouzou, no norte da Argélia. Em 2008, sua população era de 15 479 habitantes.